# Sardinal

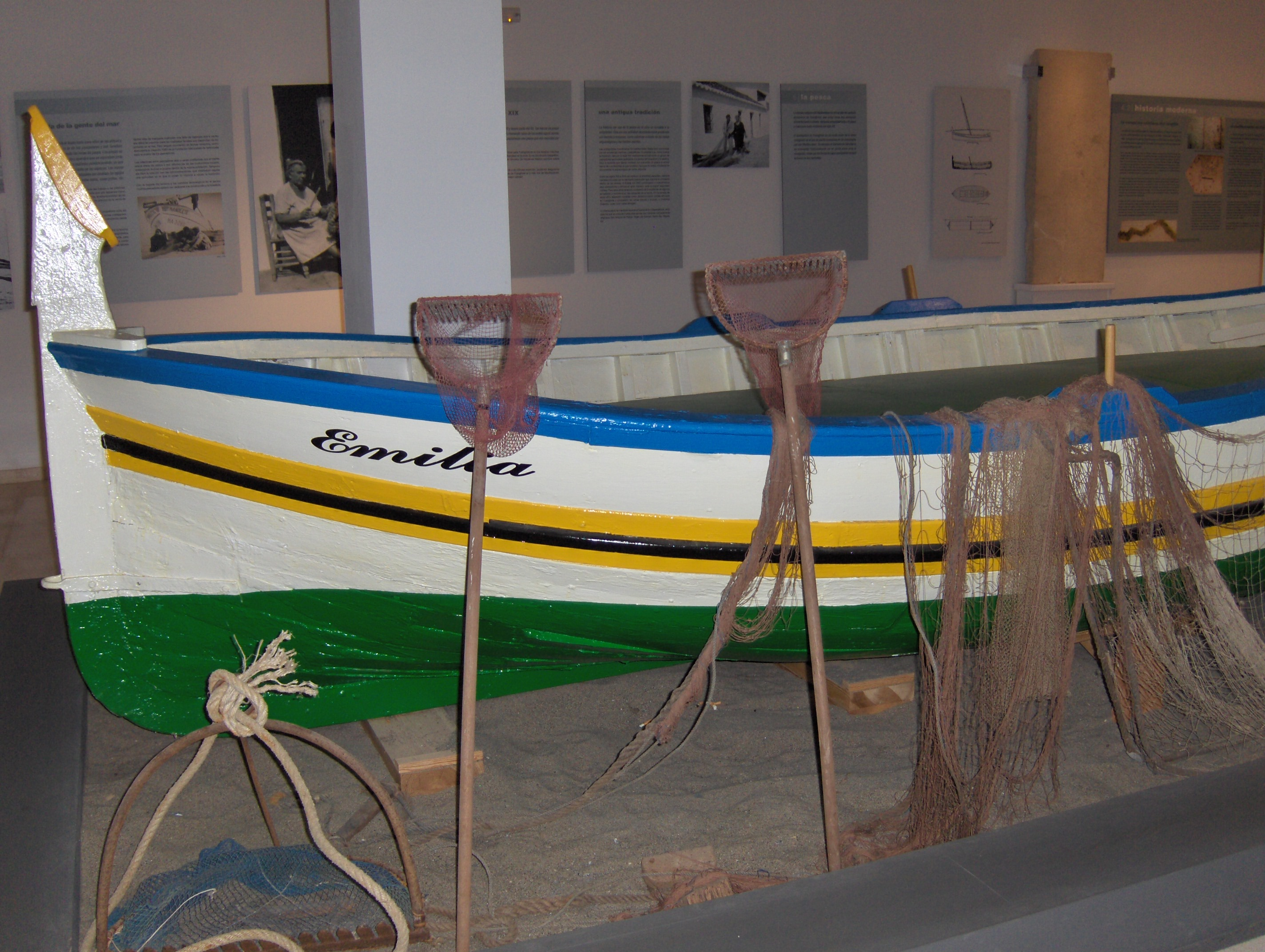
Sardinal del Museo de Historia de Fuengirola.

El sardinal es una embarcación de vela típica de las costas de la provincia de Málaga (España), donde hasta los años 1940 se encontraba en abundancia, si bien en la actualidad ha desaparecido por completo. Asimismo, se denomina sardinal a un arte de pesca practicado antiguamente en casi todas las costas de España y del norte de África. 
Se distingue de otras embarcaciones similares por su forma abombada. Tiene una eslora de seis hasta ocho metros, vela latina y remos, y, a partir de 1950, también solían llevar incorporado un motor. Tiene capacidad para una tripulación de hasta seis hombres y un patrón. Como otras embarcaciones de envergadura similar, los sardinales eran muy vulnerables a los temporales.
El sardinal era especialmente numeroso en el distrito pesquero de Fuengirola, donde incluso superaba a la jábega. En 1946 se contabilizaron más de 200 sardinales en toda la provincia. Al igual que la jábega, los sardinales eran usados con fines recreativos y hasta su desaparición participaban en la regata del puerto de Málaga y otras fiestas marítimas. Están documentadas regatas de sardinales en Marbella y otros puntos del litoral.